# National Industrial Recovery Act
National Industrial Recovery Act (NIRA), var en del af præsident Franklin D. Roosevelts New Deal lovgivning. Den gav præsidenten bemyndigelse til at regulere banker og forsøgte at stimulere den amerikanske økonomi så den kunne komme ud af depressionen i 1930'erne. Til at gøre dette blev der etableret National Recovery Administration og den helt adskilte Public Works Administration (PWA, som gennemførte store byggeprojekter, såsom dæmninger.)

## Beskrivelse
NIRA fik stærk støtte fra mange ledende forretningsfolk, hvor af nogle havde været med til at lave udkastet til lovgivningen. Gerard Swope, lederen af General Electric, var en af de første fortalere for denne lovgivning, som tillod karteldannelser og blev finansieret af massive offentlige bevillinger til offentlige arbejder gennem PWA. Disse forøgede bevillinger havde til hensigt at genskabe velstand og være til gavn for General Electric og alle virksomheder. Harry Harriman, præsidenten for det amerikanske handelskammer og en fremtrædende støtte af lovgivningen hævdede at "den udgør en yderst vigtigt skridt på vejen til at genrejse erhvervslivet." National Association of Manufacturers var modstander af loven. Efter vedtagelsen var Henry Ford en af de prominente modstandere.
NIRA var berømt for sine regler, som alle blev udformet af komiteer af forretningsfolk fra de industrigrene de vedrørte. Journalisten Raymond Clapper opgjorde, at mellem 4.000 – 5.000 forretnings metoder blev forbudt ved NIRA ordrer, som havde retskraft, der var indeholdt i ca. 3.000 administrative ordrer, som fyldte over 10.000 sider, og blev suppleret med hvad Clapper sagde var "utallige holdninger og direktiver fra nationale, regionale og praksisudvalg som fortolkede og gennemførte lovens regler". Der var også "reglerne fra praksis autoriteterne selv, der også havde retskraft, og have effekt på liv og adfærd for millioner af mennesker. "Clapper konkluderede, at "Det kræver ingen forestillingskraft at forstå hvor svært forretningsfolk havde ved at holde sig orienteret om disse regler, supplerende regler, tilføjelser, præsidentordrer, administrative ordrer, kontorordrer, fortolkninger, regler, regulativer og obiter dicta." 
NIRA loven blev omstødt i maj 1935 da USA's højesteret i sagen Schechter Poultry Corp. v. United States fastslog at loven var et indgreb i staternes autoritet ved i urimelig grad at udvide forfatningens bestemmelser om handel mellem staterne og gav lovgivningsmagt til den udførende magt i strid med princippet om magtens tredeling. Hertil kom, at der i dommen blev fastslået at: "ekstraordinære omstændigheder ikke skaber eller udviderer de magtbeføjelser som fremgår af forfatningen". På det tidspunkt var NRA programmet blevet upopulært, og det blev ikke forsøgt at omskrive lovgivningen.
Det er kontroversielt hvor effektiv denne lov var. Sektion 7(a) hjalp med til at fremme fagforeninger og førte til etableringen af National Labor Board. Lovens manglende klarhed og håndhævelsesmuligheder overfor fagforeninger førte til vedtagelsen af National Labor Relations Act i 1935, som indeholdt Sektion 7(a). Hertil kommer, at nogle økonomer anser loven for at være decideret skadelig for stabiliteten i økonomien, da den svækkede antitrust lovgivningen og tillod hemmelige aftaler. 

## Eksterne kilder
- Den fulde tekst til National Industrial Recovery Act of 1933 Arkiveret 7. februar 2009 hos  Wayback Machine